# Bramidae

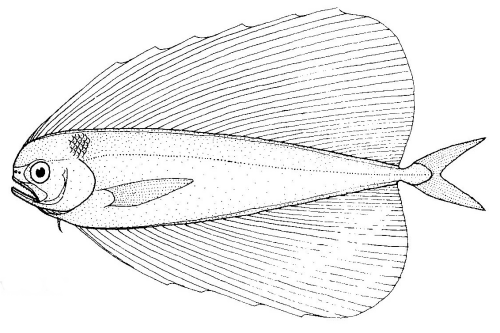
Pteraclis velifera

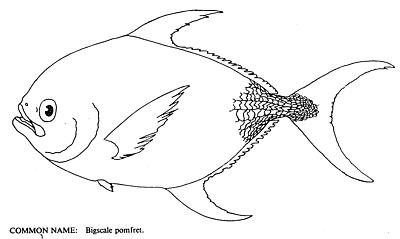
Taractichthys longipinnis

Bramidae Lowe, 1836 è una famiglia di pesci, appartenente all'ordine Scombriformes, che comprende 20 specie.

## Distribuzione e habitat
Le specie sono diffuse in tutti i mari e gli oceani. Nel mar Mediterraneo è presente la specie Brama brama o pesce castagna.
Hanno abitudini mesopelagiche e si spingono ad alte profondità.

## Descrizione
I Bramidae hanno in genere corpo compresso lateralmente e tozzo, con muso molto breve (ma esistono anche specie piuttosto allungate). La pinna dorsale è lunga con alcuni raggi debolmente spinosi nella parte anteriore, la pinna anale è anch'essa lunga ma formata da soli raggi molli. La pinna caudale è falcata o biloba, portata da un peduncolo caudale sottile ma forte. Le pinne pettorali sono lunghe ed ampie, le ventrali sono invece molto piccole. La bocca è armata di denti acuminati, conici. Le scaglie sono grandi, dotate di una carena, spesso coprono parzialmente le pinne.
Sono pesci di media taglia, alcune specie raggiungono il metro.

## Biologia
Sono in gran parte predatori.

## Pesca
Alcune specie hanno interesse per la pesca commerciale.

## Specie
- Genere Brama
  - Brama australis
  - Brama brama
  - Brama caribbea
  - Brama dussumieri
  - Brama japonica
  - Brama myersi
  - Brama orcini
  - Brama pauciradiata
- Genere Collybus
  - Collybus drachme
- Genere Eumegistus
  - Eumegistus brevorti
  - Eumegistus illustris
- Genere Pteraclis
  - Pteraclis aesticola
  - Pteraclis carolinus
  - Pteraclis velifera
- Genere Pterycombus
  - Pterycombus brama
  - Pterycombus petersii
- Genere Taractes
  - Taractes asper
  - Taractes rubescens
- Genere Taractichthys
  - Taractichthys longipinnis
  - Taractichthys steindachneri
- Genere Xenobrama
  - Xenobrama microlepis*